# Діллі-Хаат

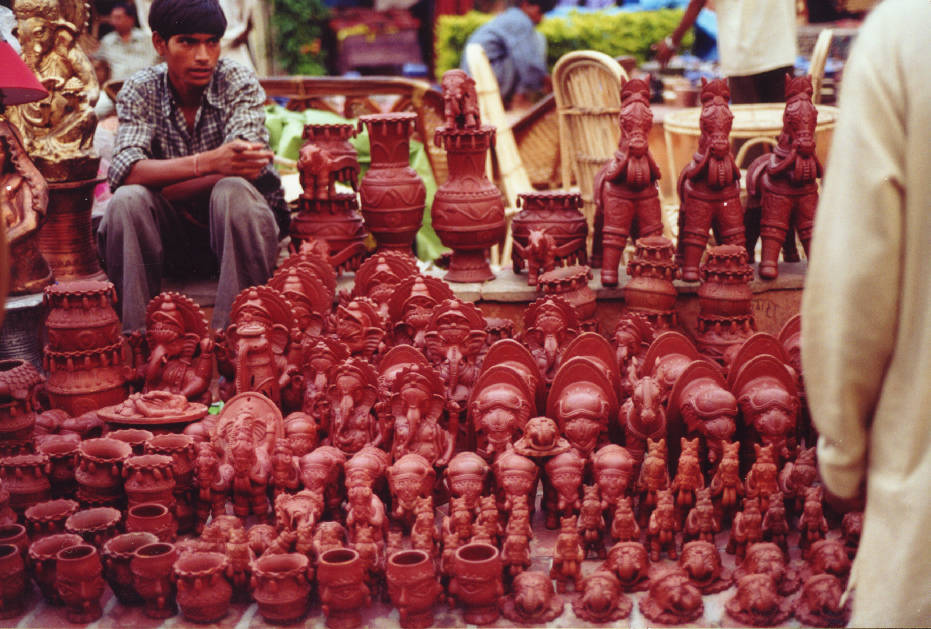
Діллі-Хаат

Діллі-Хаат (англ. Dilli Haat) — ринок ремісницьких виробів та їжі в центрі Делі, одна частина якого розташована біля Всеіндійського інституту медичних наук та дороги Шрі-Ауробіндо-Марґ, а друга на площі Нетаджі-Субаш-Плейс. На ринку є ділянки, що представляють кожний із штатів Індії.